# Centrale hydroélectrique de Maalismaa
La centrale hydroélectrique de Maalismaa (finnois : Maalismaan voimalaitos) est une centrale hydroélectrique située à Jakkukylä dans la commune d'Oulu en Finlande.

## Caractéristiques
La conception architecturale est due à Uki Heikkinen.